# Jens Nauntofte
Jens Nauntofte (født 8. oktober 1938 i Viborg, død 27. marts 2017) var en dansk journalist, forfatter og foredragsholder. Han var fra 1969-1973 ansat ved dagbladet Information samtidig med, at han studerede historie ved Københavns Universitet. Fra 1977-2008 ansat ved Danmarks Radio. Siden 27. januar 1982 var han gift med skuespilleren Maria Stenz.
Jens Nauntofte blev kendt for sine tv-dokumentarudsendelser i DR og for mange år som studievært og medredaktør på TV-avisens udenrigsprogram Horisont. Jens Nauntofte udgav 17 bøger om udenrigspolitik – særligt Mellemøsten og Tyskland .

## Freelance udenrigskorrespondent
I 1975 opholdt Nauntofte sig som freelancekorrespondent i Sydvietnam under Vietnam-krigens afslutning, om hvilken han rapporterede til fem nordiske aviser, deriblandt Information og det svenske Dagens Nyheter.

## Karriere i DR
Fra 1977-88 var Nauntofte fastansat i DR som redaktør i Kultur- og Samfundsafdelingen, hvor han var med til at starte udenrigsprogrammet Udefra og det politiske radiomagasin Orientering. I 1988 skiftede Nauntofte til TV-Avisen, hvor han arbejdede som reporter og studievært, senere medvirkende han sammen med Leif Davidsen at genskabe udenrigsprogrammet Horisont. Fra 1999-2004 var Nauntofte udenrigskorrespondent for TV-Avisen med base i Berlin og København.

## Tiden efter DR
Efter tiden i DR levede han af journalistik og medierådgivning. Han producerede kortfilm og dokumentarfilm gennem sit eget produktionsselskab og skrev endvidere kommentarer og artikler i bl.a. Politiken og Information. Desuden er han rejseleder på rejser til Vietnam, Mellemøsten og Berlin.

## Kritik
I serien Jagten på de røde lejesvende i DR afsnittet fra den 19. september og den 26. september 2010 blev Nauntofte udspurgt om han i sit virke som journalist i DR havde gået kommunismens ærinde i Vietnamkrigen. Det afviste han og forklarede at hans bog Gul stjerne over Vietnam var skrevet, før han blev ansat i DR. Vietnamkrigen sluttede i 1975 og Nauntofte blev ansat ved DR 1. januar 1977.

## Mellemøsten
Jens Nauntofte var kendt for sin indsigt i mellemøstlige forhold, et område som han studerede siden 1961-62, hvor han boede et år i Israel og derefter tog på et-årig studierejse rundt i den arabiske verden. Han boede i Egypten i 1973 og var i 1985-86 gæsteforsker ved Georgetown Universitys afdeling for arabiske studier.
Nauntofte skrev en række bøger om Mellemøsten og holdt hyppigt foredrag for erhvervslivet, højskoler og foredragsforeninger om emnerne: Mellemøsten, Israel og Palæstinenserne, Det Arabiske Forår, Islam, Terrorismen siden 11.september 2001, USA og Europa/Mellemøsten.

## Hædersbevisninger
Han modtog i 2001 DR-TV's jubilæumspris for journalistik og reportage i 50-året for dansk tv's fødsel.
Jens Nauntofte var medlem af Eventyrernes Klub.

## Forfatterskab
- Den palæstinensiske befrielseskamp. En antologi, København: Gyldendal 1971. ISBN 87-00-22551-7
- Gul stjerne over Vietnam. Billeder fra Saigons befrielse, marts-april-maj 1975, København: Gyldendal 1975. ISBN 87-01-40051-7
- Saudi Arabien, København: Munksgaard 1981. ISBN 87-16-08562-0
- Det moderne Ægypten, Munksgaard 1981. ISBN 8716085566
- Israel – en tidsindstillet bombe?, Vindrose 1983. ISBN 87-7456-141-3
- Vest-tyskland, Munksgaard 1984. ISBN 87-16-09688-6
- Mellemøsten i krise. Aktuel historie, Munksgaard 1985. ISBN 87-16-09840-4
- Kadaffi, 1986.
- Reagans sidste tango, Vindrose 1987. ISBN 87-7456-314-9
- Libyen, Munksgaard 1987. ISBN 87-16-06746-0
- USA og Mellemøsten: Om opgøret mellem præsident, kongres og lobbyer i den udenrigspolitiske beslutningsproces, Djøf Forlag 1987. ISBN 87-7318-362-8
- Oman, Munksgaard 1988. ISBN 87-16-06638-3
- Israel og de besatte områder, Munksgaard 1989. ISBN 87-16-10129-4
- Den globale terrorisme: Verden efter 11. september 2001, Alinea 2002. ISBN 87-23-01152-1
- Terror-krigen og det nye Mellemøsten, Alinea 2004. ISBN 87-23-01786-4
- Islam i Europa: samliv eller konflikt?, Alinea 2008. ISBN 978-87-23-02644-6
- Verden og den arabiske udfordring – følgerne af det arabiske forår, Systime 2014. ISBN 9788761665843